# Charles Inglis
Charles Edward Inglis OBE, FRS (pronunciado Ingels) (Worcester, 31 de julho de 1875 — Southwold, 19 de abril de 1952) foi um engenheiro civil britânico.